# Dieter Burgmann

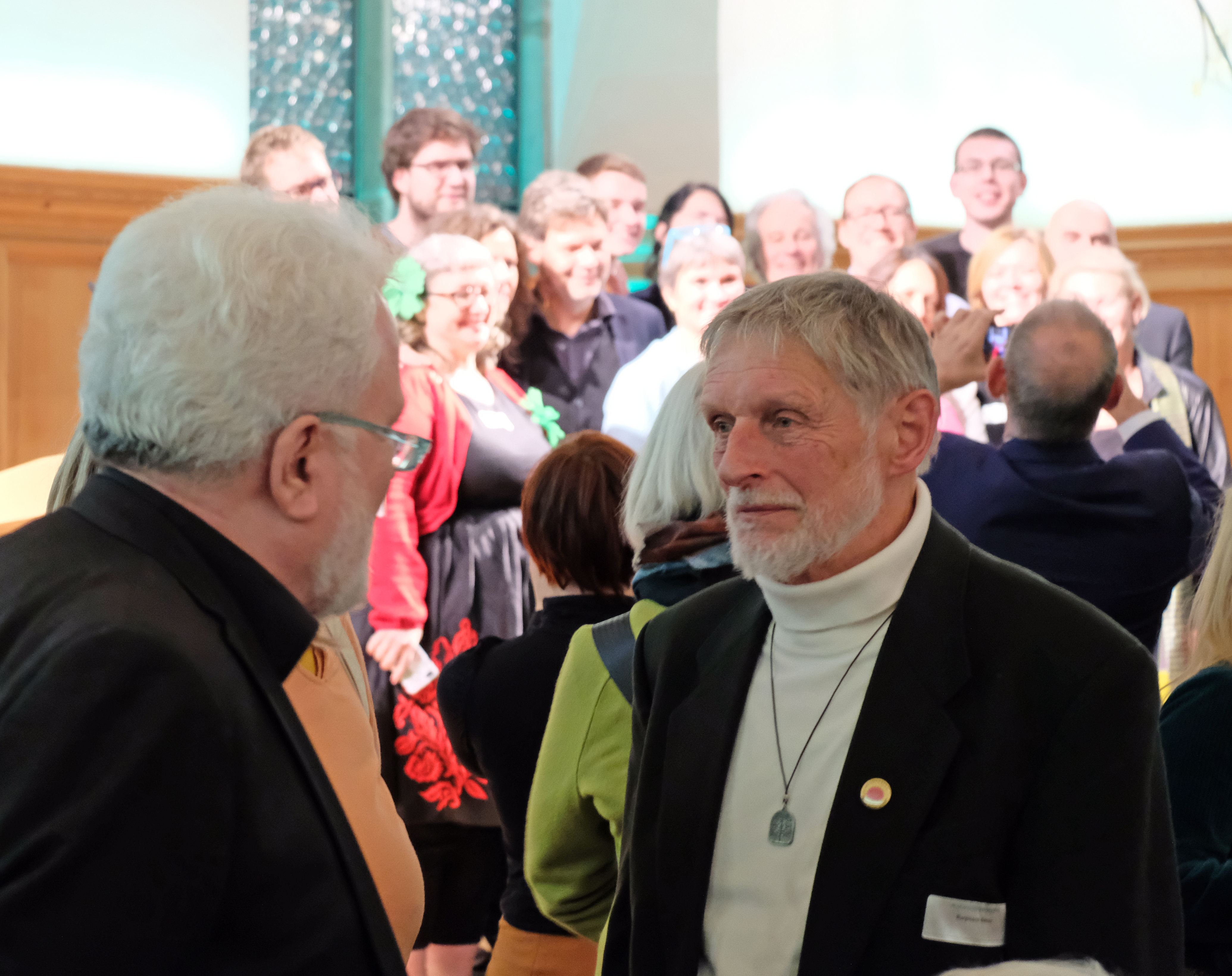
Dieter Burgmann (re) im Gespräch mit Klaus-Peter Murawaski (li), Nov. 2019

Dieter Burgmann (* 7. August 1939 in Bennerscheid) ist ein ehemaliger deutscher Politiker in der Partei Bündnis 90/Die Grünen. 

## Leben und Beruf
Burgmann war Ingenieur und arbeitete als Konstrukteur im Motorenbau.

## Politik
Burgmann kandidierte bei der Bundestagswahl 1969 für eine Wählergruppe im Bundestagswahlkreis Nürnberg-Süd. Später wurde er Mitglied der Aktionsgemeinschaft Unabhängiger Deutscher (AUD), deren bayerischer Landesvorsitzender er auch war. Als sich die AUD zugunsten der Grünen auflöste, trat auch er der neuen Partei bei. Er wurde 1980 auf der dritten Bundesversammlung in Dortmund als Nachfolger von August Haußleiter, der ebenfalls der AUD entstammte, in das Amt des Bundesvorstandsprechers der Grünen gewählt und hatte diese Funktion bis zum November 1982 inne.
Er war Abgeordneter im Deutschen Bundestag der 10. Wahlperiode. Am 15. März 1985 legte er sein Mandat nieder.
Dieter Burgmann trat 1999 wegen der NATO-Luftangriffe im Kosovokrieg aus der Partei Bündnis 90/Die Grünen aus.